# Monster (album d'Oomph!)
Pour les articles homonymes, voir Monster.
Albums de Oomph!
GlaubeLiebeTod
(2006) Des Wahnsinns Fette Beute
(2012)
Monster est le dixième album du groupe Oomph! sorti en 2008.

## Liste des titres
1. Beim Ersten Mal Tut's Immer Weh - 4:01
2. Labyrinth - 4:13
3. 6 Fuß Tiefer - 3:32
4. Wer Schoen Sein Will Muss Leid - 3:04
5. Sandmann - 3:51
6. Die Leiter - 3:50
7. Lass Mich Raus - 4:20
8. Revolution - 3:54
9. Auf Kurs - 3:35
10. Bis Zum Schluss - 4:04
11. In Deine Hueften - 3:48
12. Wach Auf - 3:30
13. Geborn Zu Sterbern - 3:41
14. Brich Aus - 3:40